# Бодія
Бодія (рум. Bodia) — село у повіті Селаж в Румунії. Входить до складу комуни Бучумі.
Село розташоване на відстані 374 км на північний захід від Бухареста, 13 км на південь від Залеу, 51 км на північний захід від Клуж-Напоки.

## Населення
За даними перепису населення 2002 року у селі проживали 305 осіб, усі — румуни. Усі жителі села рідною мовою назвали румунську.